# Kalima flygplats
Kalima flygplats är en statlig flygplats vid orten Kalima i Kongo-Kinshasa. Den ligger i den centrala delen av landet, 1 300 km öster om huvudstaden Kinshasa. Kalima flygplats ligger 550 meter över havet. IATA-koden är KLY och ICAO-koden FZOD. Kalima flygplats hade 156 starter och landningar, samtliga inrikes, med totalt 144 passagerare, 329 ton inkommande frakt och ingen utgående frakt 2015.